# 友愛党
友愛党（ゆうあいとう、Sadbhavana Party）は、ネパールの地域政党。
ネパール南部の平原地帯マデシ（タライ、テライともいう）の自治権と差別撤廃を求める運動を展開している。タライ・マデシ民主党（Tarai-Madhesh Loktantrik Party ）、マデシ人権フォーラム（Madhesi Jana Adhikar Forum, Nepal ）と統一民主マデシ戦線を形成し、共同でゼネストなどを行い、政府から有利な条件を引き出している。2008年4月10日のネパール制憲議会選挙では9議席を獲得し、議会第6党になった。
この党は2007年にネパール友愛党アナンディデヴィ派から分離した。最初は「ネパール友愛党アナンディデヴィ派」を名乗ったが、選管に登録を認めてもらえなかったので党議長のラジェンドラ・マハトは抗議して通商産業大臣を辞職した。
後にネパール選管は現在の名前を2008年の制憲議会選挙に登録した。共同議長はラックスマン･カルナ、総書記はアニール・クマール・ジャである。
2008年7月の大統領選挙では毛沢東派の推薦するラム・ラジャ・プラサド・シンを支持した。
同年8月の首相選挙では毛沢東派議長プラチャンダを支持し、連立与党としてラジェンドラ・マハトが入閣した。2009年5月3日、プラチャンダ首相の国軍参謀長解任に反発して統一共産党とともに連立を離脱し、プラチャンダ内閣は翌日倒れた。